# Mising Bane Kcbang
Mising Bane Kcbang fou la primera organització nacional de la nació mising d'Assam, fundada el 1924. El primer president fou Karko Ch. Doley (1925-1955) i després Mal Ch. Pegu (1955-1985).